# Cashapampa (Lima)
Cashapampa es un despoblado peruano ubicado en el distrito de Manás, perteneciente a la provincia de Cajatambo del departamento de Lima, al centro oeste del Perú. 

## Ubicación
Cashapampa se ubica al sur de la provincia de Cajatambo, en el distrito de Manás, en el departamento de Lima.

## Demografía
En 2017 Cashapampa no tuvo a ningún habitante empadronado, y tenía 3 viviendas.